# أبحاث إعادة استخدام الأدوية لعلاج كوفيد-19
إعادة توضيع الأدوية (ويعرف أيضاً باصطلاح «إعادة استخدام الأدوية») – التحقق من الأدوية الموجودة لأغراض علاجية جديدة - هو سلسلة من الأبحاث العلمية التي تهدف إلى تطوير علاجات آمنة وفعّالة لمرض فيروس كورونا 2019. بينما تتجه أبحاث أخرى لمحاولة تطوير لقاح لكوفيد-19 بطريقة علمية.
تجرى الأبحاث على العديد من الأدوية المضادة للفيروسات التي طوّرت واستخدمت سابقاً كعلاجات للمتلازمة التنفسية الحادة الوخيمة ومتلازمة الشرق الأوسط التنفسية وفيروس العوز المناعي البشري والملاريا، بهدف التحقق من إمكانية استخدامها كعلاجات لكوفيد-19، ويشمل ذلك الانتقال إلى التجارب السريرية.
ورد في بيان لمجلة التقانة الحيوية الطبيعية نشر في شهر شباط (فبراير) 2020 أن رئيس وحدة إيكولوجيا الفيروسات في معاهد الصحة الوطنية الأمريكية «فنسينت منستير» قال «إن مخطط الجيوم العام وحركة التضاعف وبيولوجيا فيروسات MERS وسارس و [SARS-CoV-2] متشابهة إلى حدٍ كبير، لذا فإن اختبار الأدوية التي تستخدف الأجزاء العالمة لهذه الفيروسات التاجية يعدّ خطوة منطقية».

## تجربة ريكفري
في مارس 2020، أُعدّت في المملكة المتحدة تجربة منضبطة معشاة كبيرة سُميت تجربة ريكفري (اختصارًا لاسم التجربة بالإنكليزية: التقييم المُعشّى لعلاجات كوفيد-19)، بهدف اختبار العلاجات الممكنة لكوفيد-19، أجريت التجربة من قبل أقسام نوفيلد للصحة العامة والطب في جامعة أوكسفورد واختبرت خمسة عقاقير مُعاد استخدامها إضافة إلى اختبار المصل المضاد (مصل النقاهة) أيضًا. سجلت التجربة أكثر من 11,500 مشارك إيجابي كوفيد-19 في المملكة المتحدة بحلول يونيو 2020.
في نهاية يونيو 2020، نشرت التجربة نتائج متعلقة بدوائين هما هيدروكسي كلوروكين وديكساميتازون، وأعلنت عن نتائج الاختبارات المتعلقة بالمشاركة الدوائية لوبينافير/ريتونافير قبل نشرها.

## الدراسات

### كلوروكين وهيدروكسي كلوروكين
كان الرئيس الأمريكي دونالد ترامب، حسب قوله، يستخدم عقار هيدروكسي كلوروكين.
كلوروكين دواء مضاد للملاريا، يُستخدم أيضًا في تدبير بعض أمراض المناعة الذاتية. في 18 مارس أعلنت منظمة الصحة العالمية أن كلوروكين وشبيهه هيدروكسي كلوروكين سيكونان من بين الأدوية الأربعة التي ستدُرس ضمن تجربة سولدارتي (التجربة المتعاضدة لإيجاد العلاج). في 19 مارس، شجع رئيس الولايات المتحدة الأمريكية دونالد ترامب على استخدام كلوروكين وهيدروكسي كلوروكين خلال مؤتمر صحفي وطني. وأدَّى الترحيب بهذين الدوائين إلى زيادة هائلة في الطلب العام عليهما في الولايات المتحدة. أعلن حاكم نيويورك أندرو كومو أن تجارب الولاية على المعالجة بكلوروكين وهيدروكسي كلوروكين ستبدأ في 24 مارس.
في 28 مارس، سمحت إدارة الغذاء والدواء (إف دي إيه) في الولايات المتحدة الأمريكية باستخدام كبريتات هيدروكسي كلوروكين وفوسفات كلوروكين بموجب ترخيص الاستخدام في حالات الطوارئ (إي يو إيه). لم تسمح التجارب السريرية لإدارة الغذاء والدواء بالموافقة على العلاج. مع ذلك، صُرّح باستخدامه بموجب ترخيص الاستخدام في حالات الطوارئ (إي يو إيه) ليكون علاجًا تجريبيًا في الحالات الطارئة عند المرضى في المستشفيات، غير القادرين على تلقي العلاج ضمن التجارب السريرية. قالت مراكز السيطرة على الأمراض والوقاية منها (سي دي سي) إن «استخدام أو جرعات أو مدة استخدام هيدروكسي كلوروكين في الوقاية أو في علاج عدوى سارس-كوف-2» لم تُحدد بعد. وقال الأطباء إنهم يستخدمون الدواء حين «لا يجدون خيارًا آخر». في 9 أبريل، بدأت معاهد الصحة الوطنية أول تجربة سريرية لتقييم فعالية وأمان هيدروكسي كلوروكين في علاج كوفيد-19.
في 15 يونيو، ألغت إدارة الغذاء والدواء (إف دي إيه) ترخيص استخدام كلوروكين وهيدروكلوروكين في حالات الطوارئ، مشيرة إلى مواصلة تقييم استخدام هذين العقارين في التجارب السريرية، إلا أنها خلصت (بعد تشاور الوكالات مع هيئة البحث والتطوير الطبي الحيوي المتقدم (بي إيه آر دي إيه)) استنادًا إلى معلومات جديدة ومعلومات أخرى نوقشت، إلى أنه «... ليس من الحكمة بعد الآن الاعتقاد أن التركيبات الفموية من هيدروكسي كلوروكين وكلوروكين ربما تكون فعالة في علاج كوفيد-19، وليس من المعقول أيضًا الاعتقاد أن الفوائد المعروفة والمحتمَلة لهذه المنتجات تفوق مخاطرها المعروفة والمحتمَلة».
في 24 أبريل، حذرت إدارة الغذاء والدواء من استخدام الدواء خارج المستشفى أو التجارب السريرية بعد مراجعة تقارير الحالة عن تأثيراته السلبية التي تضمنت تسرّع القلب البطيني والرجفان البطيني والموت في بعض الحالات. ووفقًا لدليل جامعة جونز هوبكنز للمضادات الحيوية المستخدمة في حالات كوفيد-19 «قد يسبب هيدروكسي كلوروكين تطاول الفترة كيو تي، ويجب توخي الحذر عند مرضى الحالات الحرجة المُصابين بالمشاكل القلبية وعند إشراكه مع أدوية أخرى تسبب تطاول الفترة كيو تي». أوصت إدارة الغذاء والدواء أيضًا بالحذر من إشراك كلوروكين وهيدروكسي كلوروكين مع العلاجات التي تثبط أنزيم سيتوكروم 3 إي4 (سي واي بّي 3إيه4) (الأنزيم الذي يتواسط استقلاب هذين الدوائين). إذ سينتج عن ذلك ارتفاع غير مباشر في مستويات كلوروكين وهيدروكسي كلوروكين في البلازما، ما سيرفع خطر تطاول فترة كيو تي. تشمل مثبطات أنزيم سيتوكروم 3 إي4 أزيترومايسين وريتونافير ولوبينافير. أصدرت دراسة تابعة لوزارة شؤون المحاربين القدامى نتائج في 21 أبريل تشير إلى أن المرضى المعالَجين بهيدروكسي كلوروكين كانوا أكثر عرضة للوفاة مقارنةً بالذين لم يتلقوا أي علاج دوائي على الإطلاق، بعد تمييز الخصائص السريرية.
وجدت كلية الطب في جامعة مينيسوتا في تجربة منضبطة معشاة مزدوجة التعمية أجرتها على 821 مشاركًا شملت إعطاء هيدركسي كلوروكين لمجموعة مرضى وإعطاء دواء وهمي لمجموعة أخرى، أن استخدام هيدروكسي كلوروكين لا يعالج عدوى كوفيد-19.
في يونيو، توقف استخدام هيدروكسي كلوروكين في تجربة ريكفري في المملكة المتحدة بعد أن أظهر تحليل مرحلي لأوضاع 1542 مريضًا أن الدواء لم يُقلل عدد الوفيات في الحالات الشديدة من كوفيد-19 بعد 28 يومًا من المراقبة.
لم تجد تجربة مفتوحة متعددة المراكز منضبطة معشاة مقسَّمة على ثلاث مجموعات شارك فيها667 مريضًا في البرازيل أي فائدة من استخدام هيدروكسي كلوروكين، بمفرده أو بالمشاركة مع أزيترومايسين لعلاج كوفيد-19 الخفيف إلى المتوسط.
في أواخر تموز، روَّج الرئيس دونالد ترامب مرة أخرى لاستخدام الدواء مخالفًا مسؤولي الصحة العامة بمن فيهم الدكتور فاوتشي.

### مشاركته مع الزنك والمضادات الحيوية الأخرى
يدخل الزنك في «الكوكتيلات» الدوائية بهدف الوصول إلى علاجات فعالة لحالات كوفيد-19 في المستشفى نظرًا لكونه عاملًا مساعدًا في الاستجابة المناعية لإنتاج الأجسام المضادة في العدوى الفيروسية. بدأ استخدام أحد هذه الكوكتيلات – هيدروكسي كلوروكين مع جرعة عالية من الزنك (على شكل كبريتات، 220 ملغ يوميًا مدة خمسة أيام، أي جرعة زنك أعلى بعشرين مرة من الكمية الغذائية اليومية المرجعية) مع أحد المضادات الحيوية المعتمَدة، إما أزيترومايسين أو دوكسيسيكلين – في مايو ضمن المرحلة الرابعة في التجربة في ولاية نيويورك. ومع ذلك، أُوصي بالحذر بشأن الجمع بين كلوروكين أو هيدروكسي كلوروكين مع مثبطات أنزيم سيتوكروم 3 إي4، مثل أزيترومايسين، وهو مزيج علاجي وُجد أنه غير فعال في منع حدوث الوفاة عند مرضى كوفيد-19 في المستشفى. توجد أدلة أولية تشير إلى أن الجمع بين هيدروكسي كلوروكين وأزيترومايسين لعلاج المرضى خارج المستشفى المصابين بأمراض مرافقة فعال، لكن الأمر قيد البحث الأولي.
يُعتبر نقص الزنك -الذي يخفض القدرة المناعية الدفاعية ضد مسببات الأمراض- شائعًا عند كبار السن، وقد يكون أحد عوامل التأهُّب للعدوى الفيروسية. لا تُعرف آلية الفائدة المحتملة لإدراج الزنك في الكوكتيلات العلاجية لكوفيد-19 الشديد أو أي عدوى فيروسية أخرى.

#### الوقاية
يمكن استخدام أدوية الأمراض المعدية في الوقاية بعد التعرض للفيروس (الوقاية التالية للتعرض). في 22 مايو، نشرت مجلة ذا لانسيت ردًا على انتقاد قرار الحكومة الهندية بالسماح بالوقاية الكيميائية باستخدام هيدروكسي كلوروكين عند بعض ذوي الخطورة العالية الذين تعرضوا لكوفيد-19. لاحظ الباحثون الذين يدعمون الإعطاء الوقائي لهيدروكسي كلوركين أن نتائج التجارب البشرية تقترح دورًا لهيدروكسي كلوروكين في تقليل التناثر الفيروسي والأعراض إذا أُعطي الدواء مبكرًا.
يدرس باحثون بريطانيون ما إذا كان الدواء فعالًا عند استخدامه للوقاية. يشارك 10 آلاف عامل في هيئة الخدمات الصحية الوطنية (إن إتش إس) مع 30 ألف متطوع إضافي في آسيا وأمريكا الجنوبية وإفريقيا وأجزاء أخرى من أوروبا في الدراسة العالمية. ومن المتوقَّع أن تظهر النتائج في نهاية عام 2020.

#### جدل
بسبب المخاوف المتعلقة بالسلامة والأدلة على حدوث اضطراب في النظم القلبي الذي يؤدي إلى ارتفاع معدل الوفيات، علقت منظمة الصحة العالمية تجربة سولداريتي متعددة الجنسيات في أواخر مايو 2020. سجلت منظمة الصحة العالمية 3,500 مريضًا من 17 دولة في تجربة سولدارتي. البحث الذي كان مهّد للتعليق، والذي قدمته شركة تدعى سورجيسفير ومقرها شيكاغو، موضع شك بسبب أخطاء في بياناته الأساسية. صحح مؤلفو الدراسة الأخطاء في البيانات في وقت لاحق لكنهم ظلوا في البداية مصرّين على استنتاجاتهم. نشرت مجلة ذا لانسيت لاحقًا تراجعًا عن الدراسة من قِبل ثلاثة من مؤلفيها. وذكر المؤلفون أن سبب التراجع فشل شركة سورجيسفير في التعاون مع مراجعة مستقلة للبيانات المستخدَمة في الدراسة إذ لم تسمح بإجراء أي مراجعة من هذا القبيل.
قررت منظمة الصحة العالمية استئناف التجربة في 3 يونيو، بعد مراجعة المخاوف المطروحة المتعلقة بالسلامة، وقال المدير العام لمنظمة الصحة العالمية تيدروس أدهانوم غيبريسوس، في مؤتمر صحفي، إن المجلس راجع بيانات الوفيات المتاحة ولم يجد «أي أسباب لتعديل التجربة».

## الأبحاث

### ديكساميثازون

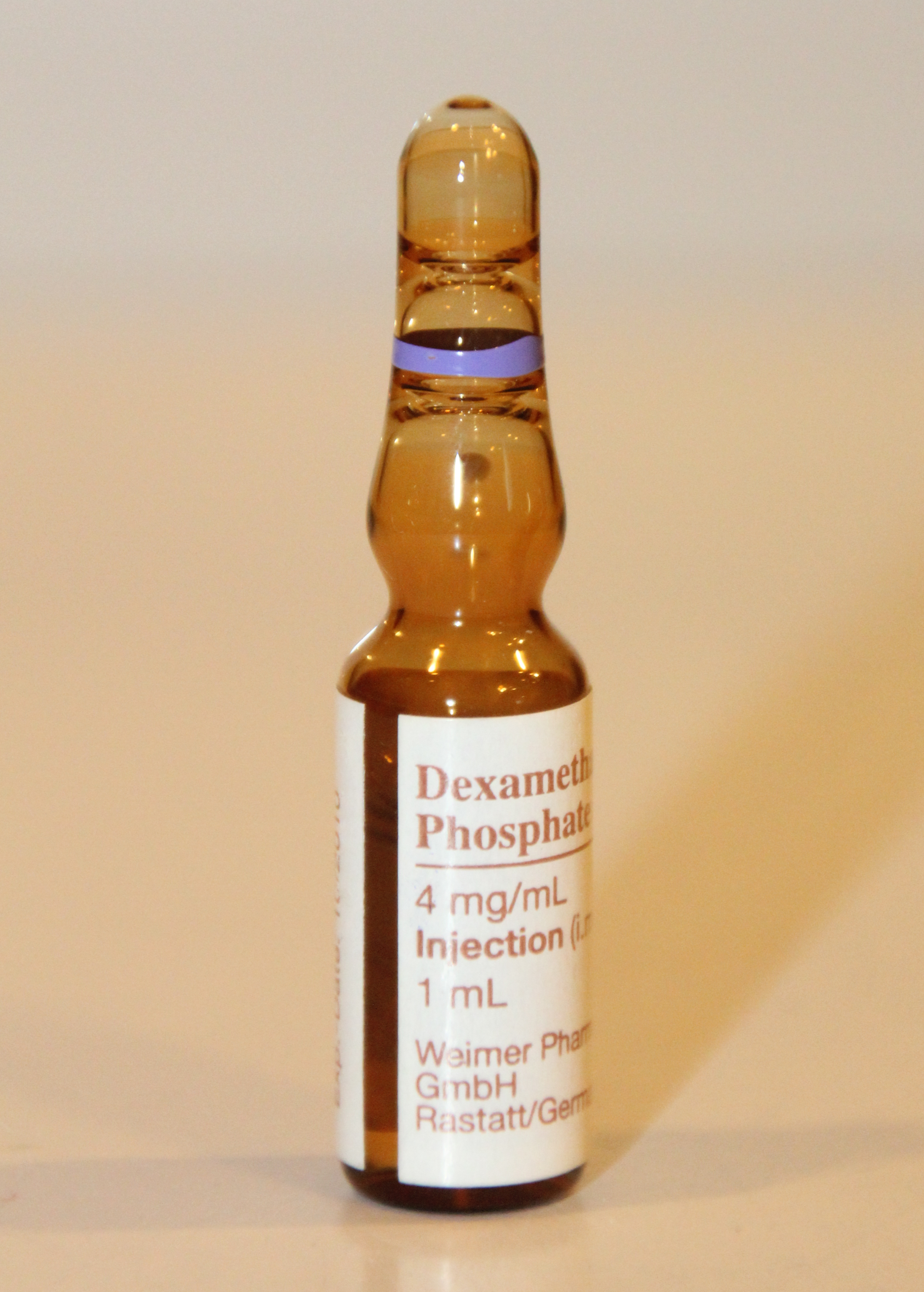
فيال ديكساميثازون للحقن

الديكساميثازون هو عبارة عن ستيروئيد قشري يُستخدم في عدة أمراض كالأمراض الرثوية وأمراض الجلد والربو ومرض الانسداد الرئوي المزمن وغيرها من الأمراض. أظهرت تجربة معشاة ذات شواهد متعددة المراكز حول دور الديكساميثازون في علاج متلازمة الضائقة التنفسية الحادة انخفاض الحاجة إلى التهوية الميكانيكية مع انخفاض في عدد الوفيات. كانت التجربة قد نُشِرَت في فبراير عام 2020.
في 16 يونيو، أصدرت تجربة التعافي في جامعة أكسفورد بيانًا صحفيًا أعلنت فيه نتائجها الأولية؛ إذ قالت أن الدواء يمكن أن يقلل الوفيات بنحو الثلث لدى الموضوعين على أجهزة التنفس الصناعي، وحوالي الخمس لدى الموضوعين على الأكسجين، بينما لم يفيد المرضى الذين لم يحتاجوا إلى دعم تنفسي. قال الباحثون إن علاج مرضى أجهزة التنفس الصناعي بالديكساميثازون أنقذ حياة واحدة من بين 8، وإن علاج المرضى المعتمدين على الأكسجين أنقذ حياة واحدة من بين 25. دعا العديد من الخبراء إلى نشر مجموعة البيانات الكاملة بسرعة للسماح بتحليل أوسع للنتائج. نُشِرَت النسخة الأولية في 22 يونيو، وصدر المقال الذي راجعه النظراء في 17 يوليو.
بناءً على هذه النتائج الأولية، أوصت المعاهد الوطنية الأمريكية للصحة بإضافة الديكساميثازون إلى علاج المرضى الذين يعانون من كوفيد 19 والموضوعين على أجهزة التهوية الآلية ومن يحتاجون إلى  العلاج بالأكسجين دون الحاجة إلى التهوية الآلية. أوصت المعاهد الوطنية للصحة بعدم استخدام الديكساميثازون في علاج مرضى كوفيد 19 الذين لا يحتاجون إلى العلاج بالأكسجين. في يوليو 2020، ذكرت منظمة الصحة العالمية أنها بصدد تحديث إرشادات العلاج لتشمل الديكساميثازون والستيروئيدات الأخرى.
اقترحت المبادئ التوجيهية لجمعية الأمراض المعدية الأمريكية استخدام الستيروئيدات القشرية السكرية للحالات الشديدة من كوفيد 19. تكون الحالة شديدة عندما يملك المريض إشباع أكسجين أقل من 94% ضمن هواء الغرفة وفي حال احتاج المريض إلى أكسجين إضافي أو تهوية ميكانيكية أو أكسجة غشاء خارج الجسم. أوصت الجمعية بعدم استخدام الستيروئيدات القشرية السكرية في الحالات التي لا تتطلب دعمًا بالأوكسجين.
في أواخر يوليو 2020، بدأت وكالة الأدوية الأوروبية في مراجعة نتائج دراسة التعافي التي توصي باستخدام الديكساميثازون لدى مرضى كوفيد 19 المقبولين في المشفى لإبداء الرأي حول تلك النتائج. ركزت الوكالة بشكل خاص على الاستخدام المحتمل للدواء في علاج البالغين المصابين بكوفيد 19.
في سبتمبر 2020، أصدرت منظمة الصحة العالمية إرشادات محدثة حول استخدام الستيروئيدات القشرية في علاج مرضى كوفيد 19. أوصت منظمة الصحة العالمية باستخدام الستيروئيدات القشرية الجهازية في علاج الحالات الشديدة والحرجة (توصية قوية تستند إلى أدلة مؤكدة بشكل معتدل). اقترحت منظمة الصحة العالمية عدم استخدام الستيروئيدات القشرية في علاج الحالات غير الشديدة من كوفيد 19 (توصية مشروطة مبنية على أدلة مؤكدة بشكل منخفض).
في سبتمبر 2020، أيدت وكالة الأدوية الأوروبية استخدام الديكساميثازون لدى البالغين والمراهقين الذين يحتاجون إلى العلاج بالأكسجين (بدءًا من سن 12 عام ولمن يزن 40 كغ على الأقل). يمكن تناول الديكساميثازون عن طريق الفم أو عن طريق الحقن أو التسريب (بالتنقيط) في الوريد.

### فافيبيرافير
ادعت تجارب سريرية صينية جرت في ووهان وشنجن فعالية فافيبيرافير الواضحة تجاه المرض. إذ أصبحت نتيجة اختبار 35 مريض في شنجن سلبية خلال مدة 4 أيام بشكل وسطي، بينما كانت مدة المرض 11 يوم لدى 45 مريض لم يتلقَ الدواء. في دراسة أجريت في ووهان على 240 مريض مصاب بالتهاب رئوي، تلقى نصفهم فافيبيرافير وتلقى نصفهم الآخر أوميفينوفير. وجد الباحثون أن المرضى تعافوا من السعال والحمى بشكل أسرع عند علاجهم باستخدام فافيبيرافير، ولكن دون تأثير أي من الدوائين على عدد المرضى الذين تدهورت حالتهم (من تطلب علاجهم استخدام جهاز تنفس آلي).
في 22 مارس، وافقت إيطاليا على الدواء للاستخدام التجريبي ضد كوفيد 19 وبدأت في إجراء التجارب في المناطق الثلاث الأكثر تضررًا من المرض. نبّهت وكالة الأدوية الإيطالية العامة بأن الأدلة الموجودة الداعمة للدواء ضئيلة وأولية. في 2 أبريل، أعلنت ألمانيا أنها ستشتري الدواء من اليابان لتخزينه، وستستخدم الجيش لتسليم الدواء إلى المستشفيات الجامعية، حيث سيُستَخدَم الدواء لعلاج مرضى كوفيد 19. وفقًا لجريدة جنوب الصين الصباحية، تواصل شينزو آبي مع إدارة ترمب لشراء الدواء. في 30 مايو، وافقت وزارة الصحة الروسية على دواء مكافئ لفافيبيرافير يدعى آفيافافير، بعد ادعاء صندوق الاستثمار المباشر الروسي فعاليته العالية في المرحلة الأولى من التجارب السريرية.
قد يكون الدواء أقل فعالية في الحالات الشديدة حين يكون الفيروس قد تضاعف مسبقًا، وقد لا يكون الدواء آمنًا للاستخدام من قبل النساء الحوامل أو أولئك اللاتي يحاولن الحمل.

### لوبينافير/ ريتونافير
خلصت إحدى الدراسات التي أجريت على لوبينافير/ ريتونافير (كاليترا)، وهو مزيج من مضادات الفيروسات لوبينافير وريتونافير، إلى عدم ملاحظة أي فائدة له. صُنِّعَت هذه الأدوية في الأساس لكبح تكاثر فيروس نقص المناعة البشرية عن طريق الارتباط بالبروتياز. وبناءً على ذلك، حاول فريق من الباحثين في جامعة كولورادو تعديل العقاقير لإيجاد مركب يرتبط ببروتياز السارس كوف 2. في 29 يونيو، أفاد المراجعون الرئيسيون في دراسة التعافي البريطانية بعدم ملاحظة فائدة سريرية من استخدام لوبينافير-ريتونافير في معالجة 1596 شخص مصاب بحالة شديدة من كوفيد 19 على مدار 28 يوم من العلاج. ومع ذلك، لم تُنشَر النتائج بعد.
توجد انتقادات داخل المجتمع العلمي حول توجيه الموارد لإعادة استخدام الأدوية المطورة خصيصًا لفيروس نقص المناعة البشرية؛ فهذه الأدوية لن تكون فعالة ضد كوفيد 19 لافتقاره بروتين HIV-1، وهو البروتين الذي تستهدفه تلك الأدوية. أدرجت منظمة الصحة العالمية لوبينافير/ ريتونافير في تجربة التضامن الدولية.

### ريمديسفير
صنعت غيلياد ساينسز وطورت دواء ريمديسفير لعلاج التهاب الكبدي الوبائي سي، وأعيد استخدامه لاحقًا في علاج فيروس الإيبولا وعدوى فيروس ماربورغ.
خلال عام 2020، نشأت عدة تجارب سريرية حول الريمديسفير. أظهرت أول تجربة سريرية معشاة عدم تفوق الريمديسفير في علاج مرضى كوفيد 19 مقارنةً بالمجموعة التي تلقت الدواء الوهمي، بل وبيّنت تسبيبه لآثار جانبية سلبية، الأمر الذي أدى إلى الإنهاء المبكر للتجربة.
في 1 مايو، منحت إدارة الغذاء والدواء الأمريكية غيلياد ساينسز تصريح استخدام الطوارئ فيما يخص تصنيع وتوزيع الريمديسفير ليستخدمه مقدمو الرعاية الصحية المرخصون في علاج البالغين والأطفال المصابين بحالات شديدة من كوفيد 19 في المشافي. تكون الحالة شديدة عندما يملك المرضى إشباع أكسجين (SpO2) بنسبة 94% أو أقل ضمن هواء الغرفة، وفي حال احتاج المريض إلى أكسجين إضافي أو تهوية ميكانيكية أو أكسجة غشائية خارج الجسم، وهي عبارة عن مجازة قلبية رئوية.
من المقرر أن تسيطر حكومة الولايات المتحدة على استخدام وتوزيع الدواء بما يتفق مع شروط وأحكام تصريح استخدام الطوارئ. بناءً على ذلك، ستزود شركة غيلياد ساينسز الموزعين المعتمدين بالدواء أو ستعطيه مباشرةً إلى وكالة حكومية معنية بالأمر، وهي ستقوم بدورها بتوزيعه حسب الحاجة على المستشفيات والمنشآت الصحية الأخرى وفقًا لتوجيهات حكومة الولايات المتحدة بالتعاون مع سلطات الولاية والسلطات الحكومية المحلية. ستساعد الاتفاقية المبرمة بين غيلياد ساينسز وخمس شركات أدوية مكافئة في الهند وباكستان في تصنيع الدواء لنحو 127 دولة. في 15 يونيو، قامت إدارة الغذاء والدواء بتحديث صحائف الوقائع لترخيص الاستخدام الطارئ للريمديسفير للتحذير من أن استخدام الكلوروكين أو هيدروكسي كلوروكين مع الريمديسفير قد يقلل من فعاليته المضادة للفيروسات.
ذكرت تجربة صغيرة استُخدِم فيها الريمديسفير في علاج قرود المكاك الريسوسية المصابة بكوفيد 19، أن العلاج المبكر باستخدام الريمديسفير قلل من ضرر وتطور المرض، ولكنه لم يقلل من التناثر الفيروسي.
في 25 يونيو، أوصت لجنة المنتجات الطبية للاستخدام البشري التابعة لوكالة الأدوية الأوروبية بمنح تصريح تسويق مشروط للريمديسفير لعلاج كوفيد 19 لدى البالغين والمراهقين (بدءًا من عمر اثني عشر عام) المصابين بالتهاب رئوي والذين يحتاجون إلى العلاج بالأكسجين. وأُطلِق على العلامة التجارية للدواء اسم فيكلوري.
في 29 يونيو، أعلنت وزارة الصحة والخدمات الإنسانية الأمريكية أنها وافقت على شراء 500000 جرعة من الدواء لاستخدامها في المستشفيات في جميع أنحاء البلاد حتى سبتمبر 2020. مثَّل هذا 100% من إنتاج شركة غيلياد المتوقع لشهر يوليو و90% من إنتاج شهري أغسطس وسبتمبر كل على حدى. صرح سكرتير الوزارة أليكس عازار في بيان صحفي: «أبرم الرئيس ترامب صفقة رائعة لضمان وصول الأمريكيين إلى أول علاج مصرّح به لكوفيد 19».
منح الاتحاد الأوروبي ريمديسفير تصريح تسويق مشروط في 3 يوليو، مع الإشارة إلى استخدامه في علاج كوفيد 19 لدى البالغين والمراهقين (بدءًا من عمر 12 عام وبوزن جسم 40 كغ على الأقل) المصابين بالالتهاب الرئوي الذي يتطلب العلاج بأكسجين إضافي.
في يوليو 2020، تمت الموافقة مؤقتًا على استخدام الريمديسفير في أستراليا لعلاج البالغين والمراهقين الذين يعانون من حالات شديدة تتطلب العلاج في المشفى.
في 28 أغسطس 2020، وسعت إدارة الأغذية والأدوية ترخيص استخدام الطوارئ ليشمل جميع حالات المشافي المشتبهة أو المؤكدة إصابتها بكوفيد 19، بغض النظر عن شدة المرض.

#### ريمديسفير/ باريسيتينب
في مايو 2020، بدأ المعهد الوطني للحساسية والأمراض المعدية تجربة علاج كوفيد 19 التكيفية 2 لتقييم سلامة وفعالية الريمديسفير والباريسيتينب في علاج البالغين الذين يعانون من إصابة مؤكدة مخبريًا بسارس كوف 2 مع وجود دليل على إصابة الرئة؛ كامتلاك المريض صورة أشعة سينية غير طبيعية للصدر أو في حال الحاجة إلى العلاج بالأكسجين أو التهوية الآلية.

#### ريمديسفير/ إنترفيرون بيتا 1 أ
في أغسطس 2020، بدأ المعهد الوطني للحساسية والأمراض المعدية تجربة علاج كوفيد 19 التكيفية 3 لتقييم سلامة وفعالية العلاج بالريمديسفير والإنترفيرون بيتا 1 أ للبالغين الذين يعانون من إصابة مؤكدة مخبريًا بسارس كوف 2 مع دليل على إصابة الرئة؛ كامتلاك المريض صورة أشعة سينية غير طبيعية للصدر أو في حال الحاجة إلى العلاج بالأكسجين أو التهوية الآلية.

#### جي إس- 441524
جي إس- 441524 هو نيوكليوزيد الريمديسفير المُصنَّع عبر ربطه بالنيكليوتيد. أُثبِتت فعالية هذا الدواء في علاج القطط المصابة بالتهاب البريتون المعدي السنوري (وهو شكل من أشكال إصابة فيروس كورونا للقطط) بنسبة شفاء وصلت حتى 96%. حتى مع إعطاء الريمديسفير، يكون جي إس- 441524 المستقلب السائد المنتشر في المصل بسبب عملية التحلل المائي السريع المتبوع بإزالة الفسفرة. اقترح بعض الباحثين فائدته كعلاج لكوفيد 19 مشيرين إلى سهولة تصنيعه ونقص استقلابه الأولي في الكبد وحبه للماء وتكوينه لثلاثيات الفوسفات في كافة أنواع الخلايا بغض النظر عن تأثير CES1 وCTSA، وهما الإنزيمان المطلوبان لتنشيط الريمديسفير.

### الفيتامينات

#### فيتامين سي الوريدي

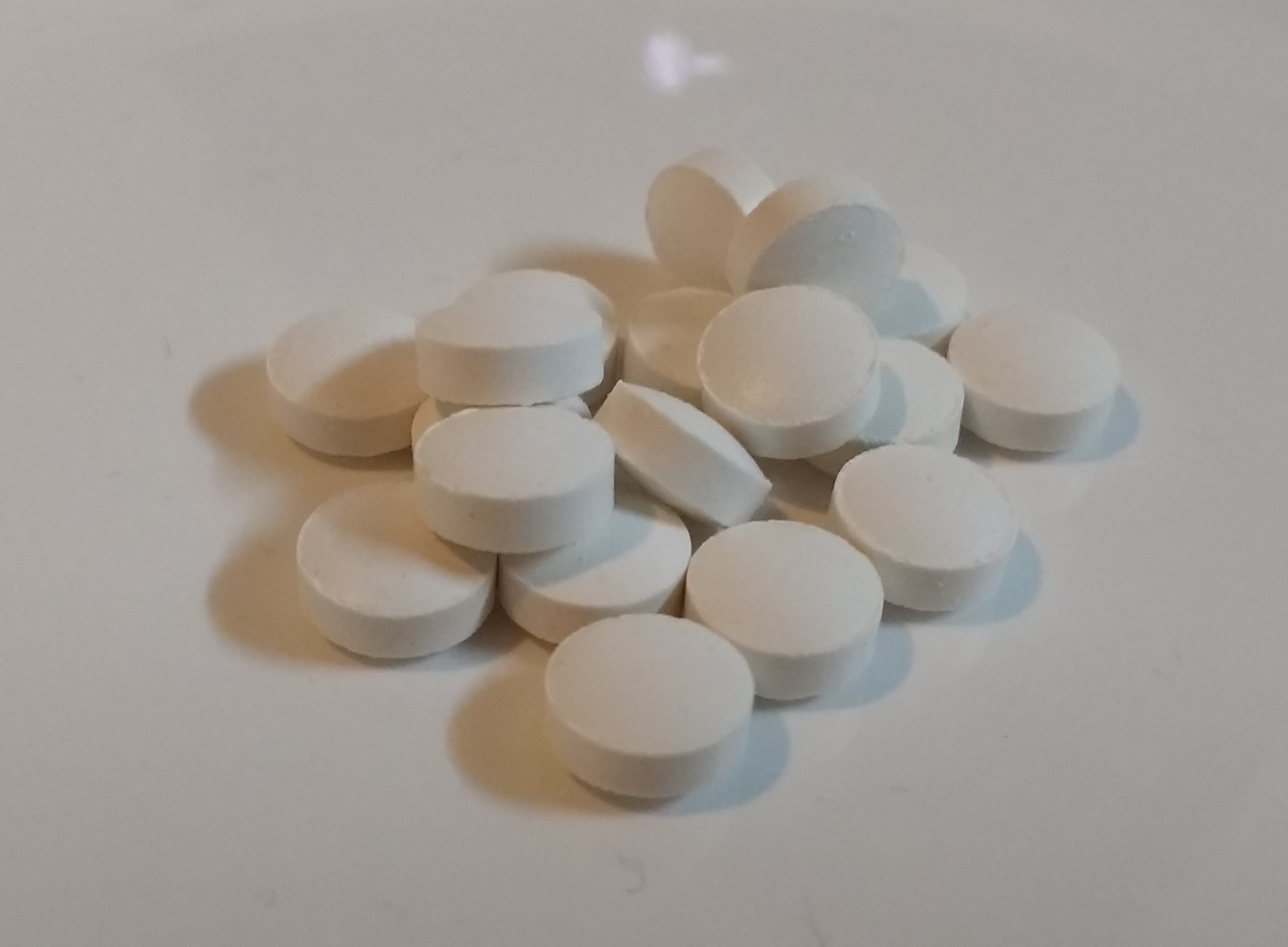
أقراص فيتامين د الفموية

وفقًا لموقع التجارب السريرية التابع للمكتبة الوطنية لعلم الطب الأمريكية، تجري الآن ست تجارب سريرية حول فعالية فيتامين سي الوريدي في علاج الحالات الشديدة من كوفيد 19. ضُبِطَت ثلاث تجارب منها باستخدام دواء وهمي (الصين وكندا والولايات المتحدة)، بينما لم تُضبَط الثلاث تجارب الباقية بمجموعة مقارنة (أحدها في إيطاليا والاثنين الآخرين في الولايات المتحدة).

#### فيتامين د الفموي
وفقًا لموقع التجارب السريرية، وصلت العديد من التجارب السريرية التي تدرس فعالية فيتامين د الفموي في الوقاية والعلاج من كوفيد 19 للمرحلة الثانية والرابعة، ولكن معظمها في المراحل الأولية ولم يكتمل أي منها، وذلك حتى مايو 2020. في 27 أغسطس 2020، صدرت أولى النتائج لتجربة معشاة، وكانت محابية لاستخدامه.
ركزت معظم التجارب على دراسة الأشخاص المصابين بكوفيد 19، والذين يعانون من نقص فيتامين د. يستند الأساس المنطقي لهذه التجارب على تقارير المراقبة والتكهنات التي تفيد بأن انخفاض فيتامين د قد يكون مرتبط بتواتر أعلى وشدة أكبر للإصابة. بعد إجراء التعديل على العوامل المربكة المحتملة، مثل العرق، لم تجد إحدى الدراسات أدلة كافية تدعم دور مكملات فيتامين د في تقليل التعرض لكوفيد 19.
قارنت تجربة سريرية معشاة بين مجموعة عولجت بالنظام التقليدي (هيدروكسي كلوروكين مع أزيثروميسين وأحيانًا سيفترياكسون) ومجموعة تلقت فيتامين د (كالسيفيديول) بالإضافة إلى النظام التقليدي، ووجدت أن القبول في العناية المشددة كان أقل بكثير في مجموعة فيتامين د بالإضافة إلى عدم وجود وفيات في هذه المجموعة. كان حجم العينة في هذه الدراسة التجريبية صغيرًا، ولكن امتلكت المجموعة التي تلقت فيتامين د نتائج أفضل لدرجة أن الفروق كانت ذات دلالة إحصائية.

### الأدوية الأخرى
- مضادات التخثر: اختُبِرَت العديد من مضادات التخثر في إيطاليا، حيث استُخدِم الهيبارين منخفض الوزن الجزيئي على نطاق واسع في علاج المرضى، مما دفع وكالة الأدوية الإيطالية إلى نشر إرشادات حول استخدامه. في 14 أبريل، أُعلِن في إيطاليا عن دراسة متعددة المراكز ضمت 300 مريض للبحث عن دور إينوكسابارين الصوديوم في الجرعات العلاجية والوقائية.[57]
- إيه بي إن 01: هو شكل من أشكال الإنزيم المحول للأنجيوتنسين2. تجري تجربة المرحلة الثانية الآن على 200 مريض بحالات شديدة في الدنمارك وألمانيا والنمسا لمعرفة فعالية العلاج.[58]
- الأرتيسونات/ بيروناريدين: أُعلِن في 3 أبريل 2020 أن البيروناريدين والأرتيسونات، المكونان الرئيسيان لعقار جديد مضاد للملاريا يُباع تحت الاسم التجاري بيراماكس، أظهرت تأثيرًا مثبطًا للسارس كوف 2 في الاختبارات المعملية على خلايا هيلا . ثبّط بيراماكس مستوى الفيروس بنسبة 99% أو أكثر بعد 24 ساعة من العلاج، بالإضافة إلى تقليله السمية الخلوية. ذكرت نسخة أولية نُشرت في يوليو 2020 أن البيروناريدين والأرتيسونات أظهرا نشاطًا مضادًا للفيروسات تجاه السارس كوف 2 والإنفلونزا باستخدام الخلايا الظهارية للرئة البشرية (كالو -3). وهي حاليًا في المرحلة الثانية من التجارب السريرية في كوريا الجنوبية وجنوب إفريقيا.[59]
- الأزيترومايسين: بدأت ولاية نيويورك تجاربها على المضاد الحيوي أزيثروميسين في 24 مارس 2020.[60]
- البوسيلامين: في 31 يوليو 2020، أذنت إدارة الغذاء والدواء الأمريكية لشركة ريفايف ثيرابيوتيكس للمضي قدمًا في بروتوكول المرحلة الثالثة للتجربة السريرية المعشاة مزدوجة التعمية والمضبوطة بالدواء الغفل لتقييم سلامة وفعالية البوسيلامين في المرضى الذين يعانون من أعراض خفيفة.[61]
- البوديزونيد: لوحظ أن المرضى الذين يأخذون الستيروئيدات القشرية الإنشاقية مسبقًا، يعانون من مرض أقل خطورة عند تشخيص إصابتهم بكوفيد 19، على الرغم من معاناتهم من أمراض يُعتَقد أنها تُنبِئ بمرض أكثر خطورة–كالربو مثلًا. في يونيو 2020، بدأت تجارب في المملكة المتحدة وأستراليا لاختبار دور الدواء كعلاج مبكر لكوفيد 19، ويُتوقَّع أن تصدر النتائج في سبتمبر 2020.[62]
- السيكليسونيد: يخطط المركز الياباني الوطني للصحة العالمية والطب لإجراء تجربة سريرية حول دور السيكليسونيد، وهو ستيروئيد قشري إنشاقي للربو، في علاج المرضى الذين يعانون من أعراض سابقة للإصابة بفيروس كورونا الجديد.[63]
- اكتُشِف دور السيكليسونيد كمضاد فيروسي مرشح في فحوص مخبرية للدواء جرت في كوريا الجنوبية.
- السيميتيدين: اقتُرِح إضافة السيميتيدين كعلاج لكوفيد 19.
- الكولشيسين: يدرس باحثو معهد مونتريال للقلب في كندا دور الكولشيسين في تقليل الالتهاب والمضاعفات الرئوية لدى المرضى الذين يعانون من أعراض خفيفة لكوفيد 19. ضمت الدراسة المسماة كولكورونا 6000 بالغ بعمر 40 عام وأكثر مصاب بكوفيد 19 ويعاني من أعراض خفيفة لا تتطلب دخول المستشفى. يعتبر النساء الحوامل أو المرضعات أو اللاتي لا يستخدمن وسيلة فعالة لمنع الحمل غير مؤهلات لأخذ الدواء.[64]
- الديبيريدامول: اقتُرِح الديبيريدامول كعلاج لكوفيد 19، وتجري الآن تجربة سريرية لدراسة الأمر.
- إيد 2801: هو دواء صُنِع لعلاج الإنفلونزا. يمر الدواء الآن بتجارب المرحلة الثانية لاختبار دوره كعلاج لكوفيد 19.[65]
- الفاموتيدين: اقتُرِح استخدام الفاموتيدين كعلاج لكوفيد 19، وتجري حاليًا دراسة سريرية حول الأمر.
- الفيبرات: اقتُرِح استخدام الفينوفيبرات والبيزافيبرات لعلاج الأعراض المهددة للحياة لكوفيد 19.
- الهيبارين: وجد الباحثون امتلاك الهيبارين القدرة على الارتباط بالبروتين الشوكي لسارس كوف 2، ولهذا اقترحوا دوره كمضاد فيروسي محتمل.[66]
- الإيبوبروفين: بدأت تجربة تسمى ليبيرات في المملكة المتحدة لتحديد فعالية الإيبوبروفين في تقليل شدة وتطور الإصابة الرئوية التي تؤدي إلى المشاكل التنفسية في مرضى كوفيد 19. يجب أن يتلقى الأشخاص ثلاث جرعات من تركيبة خاصة للدواء -الإيبوبروفين الدهني- بالإضافة إلى نظام العلاج التقليدي.
- لقاح الإنفلونزا: وجدت دراسة حشدية سريرية في البرازيل أن مرضى كوفيد 19 الذين تلقوا لقاح الأنفلونزا الأخير كانوا أقل حاجة للعناية المركزة ولدعم تنفسي أقل غزوًا وكانت معدلات وفاتهم أقل.
- الإنتروفيرون بيتا: درست تجربة معشاة استخدام الإِنترفيرون بيتا-1ب بالاشتراك مع اللوبينافير/ ريتونافير والريبافيرين فائدته الكبيرة في تقليل الحمل الفيروسي وتخفيف الأعراض وتقليل استجابات السيتوكين مقارنةً باستخدام اللوبينافير/ ريتونافير وحده. سيدخل الإنتروفيرون بيتا في تجربة سولدارتي الدولية بالاشتراك مع اللوبينافير والريتونافير، وكذلك الأمر في التجربة التكيفية متعددة العوامل المدمجة المعشاة لدراسة الالتهاب الرئوي المكتسب من المجتمع.[67]
- تواصل شركة فارون الدوائية الفنلندية للتكنولوجيا الحيوية تطوير الإنتروفيرون بيتا لمرضى الضائقة التنفسية الحادة، وهي مشاركة في المبادرات العالمية ضد كوفيد 19، بما في ذلك تجربة سولدارتي. بدأت شركة سينيرجن للتكنولوجيا الحيوية في المملكة المتحدة إجراء تجارب على الإنتروفيرون بيتا، وهو دواء طورته في الأصل لعلاج مرض الانسداد الرئوي المزمن.
- الإيفرمكتين: هو دواء يمتلك دورًا في تثبيط سارس كوف 2 في المختبر دون معرفة آلية عمله بشكل واضح. يبدو أن مستوياته البلازمية بعد تناوله عن طريق الفم أقل من المستوى المطلوب لمنع التكاثر الفيروسي. زعمت إحدى النسخ التمهيدية في أوائل أبريل فوائد الإيفرمكتين، لكنها استندت إلى بيانات مشكوك فيها من مستشفى سورجيسفير، لتُسحَب هذه النتائج في نهاية مايو. أدى ذلك إلى قيام الوكالات الحكومية في أمريكا اللاتينية بالتوصية بالإيفرمكتين كعلاج لكوفيد 19، ولكن رفض المكتب الإقليمي لمنظمة الصحة العالمية هذه التوصيات فيما بعد. أجريت دراسة استرجاعية للمراقبة على مرضى كوفيد 19 في مستشفى في فلوريدا، وقد أفاد منشور ما قبل الطباعة في 10 يونيو أن معدل الوفيات كان أقل بشكل كبير لدى من تلقوا الإيفرمكتين، وخلص إلى ما يلي: «يوصى بمزيد من الدراسات المعشاة المصممة بشكل مناسب قبل التوصل إلى أي استنتاجات». اعتبارًا من يوليو، خضع الإيفرمكتين للدراسة في 19 تجربة سريرية ويُخطط لضمه في 18 تجربة سريرية أخرى.[68]
- المافريليموماب: هو جسم مضاد أحادي النسيلة يثبط مستقبل عامل تحفيز مستعمرة الخلايا المحببة البشرية. خضع المافريليموماب للدراسة لمعرفة دوره في تحسين إنذار مرضى التهاب الرئة بكوفيد 19 ومرضى الالتهاب المفرط الجهازي. أشارت إحدى الدراسات الصغيرة إلى بعض الآثار المفيدة للعلاج باستخدام المافريليموماب مقارنةً بأولئك الذين لم يتلقوه.[65]
- الفينريتينيد النانوي: هو فينريتينيد بحجم الجسيمات النانوية ودواء ورمي معاد استخدامه معتمد في علاج اللمفوما. اعتبرته الدراسة المخبرية التي جرت في كوريا الجنوبية مضاد فيروسي محتمل. إن الأمان السريري للفينريتينيد يجعله مرشحًا مثاليًا في نظم العلاج المركبة.[66]
- نيكلوساميد: اعتبرته الدراسة المخبرية التي جرت في كوريا الجنوبية مضاد فيروسي محتمل.
- السيلدينافيل: اقتُرِح كعلاج لكوفيد 19، ويخضع الآن لتجربة سريرية في المرحلة الثالثة.[69]
- التوسيليزوماب: في مارس 2020، وافقت الصين على الدواء لعلاج مرضى كوفيد 19، لكنها لم تجد دليلًا قاطعًا على ما إذا كان العلاج فعالًا. أوصت الجمعية الأسترالية للمناعة السريرية والحساسية باستخدام التوسيليزوماب –خارج نطاق استخدامه- في علاج مرضى الضائقة التنفسية الحادة المرتبطة بكوفيد 19.[70]
- يخضع استخدام الدواء كعلاج محتمل للاختبار ضمن تجربة التعافي في المملكة المتحدة. كذلك، أطلقت هوفمان لاروش ومنظمة الصحة العالمية تجارب منفصلة لاستخدامها في الحالات الشديدة. أعلنت شركة روش في 29 يوليو أن تجربتها المعشاة مزدوجة التعمية حول دور التوسيليزوماب في علاج الالتهاب الرئوي لدى مرضى كوفيد 19 لم تظهر أي فائدة لاستخدامه.[71]

## الأدوية المعاد استخدامها

### الأدوية المضادة للفيروسات
بما أن فيروس كورونا المرتبط بالمتلازمة التنفسية الحادة الشديدة النوع 2 هو فيروس، فقد أولي اهتمام علمي كبير لإعادة استخدام الأدوية المضادة للفيروسات المعتمدة والتي تم تطويرها أصلاً لمكافحة تفشي أمراض سابقة كفيروس سارس، ومتلازمة الشرق الأوسط التنفسية، وفيروس غرب النيل.

#### أدوية مكافحة الملاريا
- كلوروكين (أوصي به وفقاً للدليل الصيني الموجز الإصدار السابع[72])
- هيدروكسي كلوروكوين

#### مثبطات البروتيز المرتبطة بفيروس نقص المناعة البشرية
- ريتونافير
- ASC09
- دارونافير (يسوق بالعلامة التجارية بريزيستا، وكذلك مسوق ضمن دواء مركب مع كوبيسيستات تحت اسم بريزكوبيكس)

#### عوامل واسعة الطيف
- ريمديسيفير
- فافيبيرافير
- ريبافيرين (أوصي به وفقاً للدليل الصيني الموجز الطبعة السابعة[72])
- أوميفينوفير (أوصي به وفقاً للدليل الصيني الموجز الطبعة السابعة[72])

#### الإنترفيرون
- إنترفيرون نوع 1[73]

#### الأدوية التي طوّرت بالأصل لعلاج سارس
- APN01 (ACE2 protein decoy)[74]

### المضادات الحيوية
بعض المضادات الحيوية التي حُدّدت على أنه يمكن إعادة استخدامها كعلاجات لكوفيد-10:
- تيكوبلانين[77]
- أوريتافانسين[78]
- دالبافانسين[78]
- مونينسين[78]
- إيميتين[78]

## خليط من الأدوية

### لوبينافير/ريتونافير
لم تظهر نتائج التجارب العشوائية والمسيطر عليها والمكشوفة أي فائدة من استخدام لوبينافير/ريتونافير لمصابين بكوفيد-19.
ثمة انتقادات داخل أوساط المجتمع العلمي حول توجيه الموارد لإعادة استخدام الأدوية المطوّرة خصيصاً لعلاج الإيدز.

## تقدّم الأبحاث
| اسم الدواء             | لاستخدام الأصلي                                 | الحالة (كعلاج لكوفيد-19)                            | الحالة (كعلاج لكوفيد-19)                          | الحالة (كعلاج لكوفيد-19) | الحالة (كعلاج لكوفيد-19) | الحالة (كعلاج لكوفيد-19) | الحالة (كعلاج لكوفيد-19) | الحالة (كعلاج لكوفيد-19) | الحالة (كعلاج لكوفيد-19) | الحالة (كعلاج لكوفيد-19) | الحالة (كعلاج لكوفيد-19) |
| اسم الدواء             | لاستخدام الأصلي                                 | التجارب                                             | التجارب                                           | التجارب                  | الدراسات                 | تجربة منضبطة معشاة (RCT) | تجربة منضبطة معشاة (RCT) | تجربة منضبطة معشاة (RCT) | تجربة منضبطة معشاة (RCT) | تجربة منضبطة معشاة (RCT) | مثبت لعلاج كوفيد-19      |
| اسم الدواء             | لاستخدام الأصلي                                 | مستنبتات الخلايا/ والمستنبتات المشتركة (في المختبر) | الخلايا البشرية الأولية/ عضواني (خارج الجسم الحي) | حيوانات التجارب          | تسمية صريحة              | المرحلة 0                | المرحلة I                | المرحلة II               | المرحلة III              | المرحلة IV               | مثبت لعلاج كوفيد-19      |
| ---------------------- | ----------------------------------------------- | --------------------------------------------------- | ------------------------------------------------- | ------------------------ | ------------------------ | ------------------------ | ------------------------ | ------------------------ | ------------------------ | ------------------------ | ------------------------ |
| هيدروكسي كلوروكوين     | مضاد للملاريا                                   |                                                     |                                                   |                          |                          |                          |                          |                          | [مستمرة]                 |                          |                          |
| كلوروكين               | لعلاج الملاريا                                  | ✔️                                                  |                                                   |                          |                          |                          |                          |                          |                          |                          |                          |
| فافيبيرافير            | مضاد للفيروسات واسع الطيف                       | ✘                                                   |                                                   |                          |                          | ✔️                       |                          |                          |                          |                          | ✔️، في اليابان           |
| لوبينافير/ريتونافير    | مزيج مثبط لفيروس نقص المناعة المكتسبة           |                                                     |                                                   |                          | ✘                        |                          |                          |                          |                          |                          |                          |
| ريمديسيفير             | مضاد فيروسات واسع الطيف                         | ✔️                                                  |                                                   |                          |                          |                          |                          |                          | [مستمرة]                 |                          |                          |
| ريبافيرين              | مضاد فيروسات واسع الطيف                         | ✘                                                   |                                                   |                          |                          |                          |                          |                          |                          |                          |                          |
| أربيدول (أوميفينوفير)  | مضاد فيروسات واسع الطيف                         |                                                     |                                                   |                          |                          |                          |                          |                          |                          | [مستمرة]                 |                          |
| لوبينافير              | مثبط لبروتيز فيروس نقص المناعة المكتسبة         |                                                     |                                                   |                          | ✘                        |                          |                          |                          |                          | [مستمرة]                 |                          |
| ريتونافير              | مثبط لبروتيز فيروس نقص المناعة المكتسبة         |                                                     |                                                   |                          | ✘                        |                          |                          |                          | [مستمرة]                 |                          |                          |
| سيفارانثاين            | مركب مضاد للالتهابات                            | ✔️                                                  |                                                   |                          |                          |                          |                          |                          |                          |                          |                          |
| مفلوكوين               | مضاد للملاريا                                   | ✔️                                                  |                                                   |                          |                          |                          |                          |                          |                          |                          |                          |
| بنسيكلوفر              | مضاد لفيروس الهربس                              | ✘                                                   |                                                   |                          |                          |                          |                          |                          |                          |                          |                          |
| نيتازوكسانيد           | مضاد فيروسات واسع الطيف، مضاد للطفيليات         | ✘                                                   |                                                   |                          |                          |                          |                          |                          |                          |                          |                          |
| نافاموستات             | مثبط اصطناعي للبروتيز السيريني                  | ✘                                                   |                                                   |                          |                          |                          |                          |                          |                          |                          |                          |
| سيلامكتين              | مضادات الطفيليات وطارد الديدان                  | ✔️                                                  |                                                   |                          |                          |                          |                          |                          |                          |                          |                          |
| كورتيكوستيرويد         | هرمون الستيرويد                                 |                                                     |                                                   |                          |                          |                          |                          |                          | [مستمرة]                 |                          |                          |
| تينوفوفير/إمتريسيتابين | مثبطات النسخ العكسي لفيروس نقص المناعة المكتسبة |                                                     |                                                   |                          |                          |                          |                          |                          | [مستمرة]                 |                          |                          |